# Raspinell de Sichuan
El raspinell de Sichuan (Certhia tianquanensis) és una espècie de cèrtid (Certhiidae) que habita els boscos de muntanya de Sichuan, al sud de la Xina.